# Oribotritia cherokee
Oribotritia cherokee är en kvalsterart som beskrevs av Wojciech Niedbała 2002. Oribotritia cherokee ingår i släktet Oribotritia och familjen Oribotritiidae. Inga underarter finns listade i Catalogue of Life.